# XXL (film 1997)
XXL – francuski film komediowy z 1997 roku

## Treść
Alain Berrebi, właściciel sklepu z konfekcją, i restaurator Jean Bourdalou mieszkają w Paryżu i nie znają się wzajemnie. Łączy ich to, że obaj są tak bardzo zajęci pracą, że nie mają czasu dla najbliższych. Za sprawą smutnego wydarzenia ich drogi krzyżują się.

## Obsada
- Gérard Depardieu - Jean Bourdaloue
- Michel Boujenah - Alain Berrebi
- Felix Fiebich - Nathan Stern
- Anna Loubeyre - Mémé Perret
- Pierre Zimmer - Baptiste Bourdalou
- Emmanuelle Riva - Sonia Stern
- Oulage Abour - Marco
- Gina Lollobrigida - Gaby Berrebi
- Ayumi Ishida - Fuyuko
- Catherine Jacob - Lorčne Benguigui
- Elsa Zylberstein - Arlette Stern
- Gad Elmaleh - Samy
- Delphine Schiltz - Morgane
- Maurice Chevit - David Stern